# Greta Thunberg
Greta Thunberg (Stockholm, 3. siječnja 2003.), švedska je okolišna aktivistica.
Godine 2018. pokrenula je „Školski štrajk za klimu” (šved. Skolstrejk för klimatet), koji je privukao svjetsku pažnju medija. 

## Životopis
Rođena je 3. siječnja 2003. godine u Stockholmu u umjetničkoj obitelji: majka joj je operna pjevačica Malena Ernman, a otac Svante Thunberg je glumac. Njezi djed Olof Thunberg također je glumac, ali i redatelj.
Nakon što je počela pokazivati potištenost u dobi od 11 godina, dijagnosticiran joj je Aspergerov sindrom – blaži oblik autizma.
Potaknuta požarima koji su se širili u Švedskoj, 20. kolovoza 2018. odlučila je iz prosvjeda ne otići na nastavu do predstojećih parlamentarnih izbora u Švedskoj 9. rujna. Nazvala je svoju akciju „Školski štrajk za klimu” (Skolstrejk för klimatet) i zatražila od švedskih vlasti poduzimanje mjera za smanjenje emisija ugljikova dioksida. Postigla je veliki uspjeh dijeljenjem svoje akcije na društvenim mrežama te je od rujna 2018. godine širom svijeta pokrenula akciju tijekom koje učenici petkom izostaju iz škole ili barem nose transparente sa zahtjevima za zaštitu okoliša, poznatu pod imenom „Petci za budućnost” (eng. "Fridays for Future").
U travnju 2019. godine Greti Thunberg omogućen je govor pred zastupnicima Europskoga parlamenta, a u rujnu 2019. godine u Ujedinjenim narodima.
U svibnju 2019. godine objavila je zbirku svojih govora o klimi pod nazivom No One Is Too Small to Make a Difference.